# Maxime Lefebvre
Maxime Lefebvre (Rijsel, 17 juni 1972) is een Frans voormalig veldrijder.
Hij werd in 2003-2004 7e in het eindklassement van de GvA Trofee Veldrijden.
Op 25 januari 2005 werd bekend dat Lefebvre na een cross in Porte du Hainaut positief heeft getest op het middel Heptaminol, dat op de dopinglijst staat. Hij werd hierop voor één jaar, met terugwerkende kracht, geschorst en geschrapt van het eindklassement van de cross. Vanaf 9 april 2005 mocht hij weer koersen. Doordat hij zich tijdens deze schorsing niet aan de afspraken hield door te verschijnen aan de start van een veldrit in Zolder werd zijn schorsing verlengd en kwam hij pas in 2006 weer in actie. Nog datzelfde jaar riskeerde hij echter een nieuwe schorsing toen hij na de Noordzeecross (Middelkerke) een dopingcontrole ontweek.
In juni 2007 werd bekend dat hij hierom levenslang werd geschorst door de Vlaamse wielerbond.

## Overwinningen
1997
- Cyclocross Beuvry
- Cyclocross Langemark

1998
- Cyclocross Frankfurt am Main

2002
- Cyclocross Sedan
- Cyclocross Sablé-sur-Sarthe

2004
- Cyclocross Langemark